# Elster (Elbe)
Elster (Elbe) is een plaats en voormalige gemeente in de Duitse deelstaat Saksen-Anhalt en maakt deel uit van de gemeente Zahna-Elster in de Landkreis Wittenberg.
Elster (Elbe) telt 2.558 inwoners.